# Rajendra (zoologia)
Rajendra  Moore, 1879 è un genere di lepidotteri, appartenente alla famiglia Erebidae, diffuso in Asia meridionale e nel sud-est asiatico.

## Distribuzione e habitat
Il genere è presente in India, Sri Lanka, Bangladesh e Birmania.